# アダド
アダド (Hadad) はメソポタミア神話における天候や嵐、雷の神。別名はイシュクル（シュメール神名）、バアル、ハダド、アッドゥなどさまざま。配偶神は農耕の女神シャラ。
父母神は天空の神アヌと大地の女神キ、風の神エンリルと穀物の女神ニンリル、月の神シンと豊穣の女神ニンガルと一貫性はない。諸説あるが、シンとニンガルを父母神に持つ場合、太陽の神ウトゥと豊穣と愛の女神イナンナとは兄弟であったとされる。配偶神は農耕の女神シャラ。手に稲妻の光の穂を持った姿であるとされる。ハラブ、カルカル、マリなどの都市神。彼への信仰は南部よりも北西部で盛んだった。地中海東岸のウガリト王国では、ウガリトの人々の神話の神と習合した。その神は「主人」を意味するバアル。このバアルは『旧約聖書』にも登場する。元は西セム系の天候の神ハダドに起源を持ち、西方からシュメールに伝えられたとされる。広範囲でその地の天候神や雷神と同一視された。自然の厳しさと恩恵の二面性が特徴的な神でそれは神話の中でも垣間見る事が出来る。洪水神話では、エンリルが人間を滅ぼそうとアダドに干ばつを起こさせた時、人間が供え物をして、祈祷すると、機嫌を良くし恵みの雨を降らせたという。だが、再度エンリルが人間を滅ぼそうとした時は容赦なく、嵐を起こしたという。